# Luoyanggia liudianensis
Il luoyanggia (Luoyanggia liudianensis) è un dinosauro saurischio appartenente agli oviraptorosauri. Visse all'inizio del Cretaceo superiore (Cenomaniano, circa 96 milioni di anni fa) e i suoi resti sono stati ritrovati in Cina.

## Classificazione
Questo dinosauro è noto grazie a uno scheletro incompleto, comprendente alcune parti del cranio, ossa delle zampe posteriori e della pelvi. Descritto per la prima volta nel 2009, Luoyanggia è stato ascritto al gruppo degli oviraptorosauri, un gruppo di dinosauri teropodi dalle insolite caratteristiche, dotati di un cranio corto e alto. In particolare, alcune caratteristiche di Luoyanggia lo avvicinano alla famiglia degli oviraptoridi, di cui potrebbe rappresentare uno dei membri più antichi e primitivi. Come tutti gli oviraptoridi, anche Luoyanggia potrebbe aver avuto un becco privo di denti e lunghe zampe anteriori dai forti artigli. I resti fossili provengono dal bacino di Ruyang, nella provincia cinese di Henan.